# Gustav Gottenkieny
Gustav «Guschti» Gottenkieny (* 8. Mai 1896 in Winterthur; † September 1959 in Zürich) war ein Schweizer Fussballspieler und -trainer. Er gewann in seiner Karriere mehrmals den Meistertitel, wurde einmal Cupsieger und spielte 14 Mal für die Schweizer Nationalmannschaft.

## Karriere
Gustav Gottenkieny war ein beidfüssig talentierter Fussballspieler. Bereits mit 14 Jahren kam der spätere Verteidiger als Mittelstürmer beim FC Winterthur zu seinem Debüt in der höchsten Schweizer Liga. Ab 17 Jahren spielte er als Innenverteidiger. Für Winterthur spielte er von 1906 bis 1914, er ist jedoch auf dem Meisterfoto von 1908 nicht zu finden. Nach der Fusion Winterthurs mit dem FC Veltheim 1914 verliess er den Verein und wechselte zu Stella Fribourg, wo er zusammen mit Edouard Duriaux in der Verteidigung spielte. Nach vier Jahren in Fribourg kehrte er zu seinem Stammverein nach Winterthur zurück, für den er nochmals zwei Jahre bis 1920 spielte. Am 28. März 1920 wurde er beim 3:0-Sieg gegen Italien das erste Mal für ein Länderspiel für die Nationalmannschaft aufgeboten, für welche er bis 1925 vierzehn Spiele bestritt. 1924 gehörte er zusammen mit der Nationalmannschaft zu den Silbermedaillengewinnern bei den Olympischen Spielen in Paris.
Im Sommer gleichen Jahres verliess er Winterthur erneut und wechselte zum Kantonsrivalen Grasshoppers (GC), für die er von 1920 bis 1928 spielte. Mit GC holte er 1921 und 1928 den Meistertitel sowie 1928 sogar das Double.
Während seiner Fussballkarriere war er in der Saison 1922/23 Trainer des Winterthurer Quartiervereins SC Veltheim, mit dem er als Trainer den Aufstieg in die höchste Spielklasse schaffte.